# Istočnozenatski jezici
Istočnozenatski jezici, malena podskupimna zenatskih jezika, šire sjevernoberberske skupine, raširenih na području Libije i Tunisa. Njima govori oko 222,000 ljudi od čega 210,000 otpada na najvažniji jezik nafusi. Drugi po broju govornika je jezik ghadamès 12,000 (10,000 u Libiji). Treći jezik sened je izumro, a govorio se u selima Sened i Tmagourt u Tunisu.

## Vanjske poveznice
- Ethnologue (14th)
- Ethnologue (15th)